# Leptodiaptomus sicilis
Leptodiaptomus sicilis is een eenoogkreeftjessoort uit de familie van de Diaptomidae. De wetenschappelijke naam van de soort is voor het eerst geldig gepubliceerd in 1882 door Forbes S.A..